# Ginés de Mafra
Ginés de Mafra (Jerez de la Frontera, 1493 - 1546) fue un explorador español que viajó a las islas Filipinas en el siglo XVI, participando en las expediciones de Fernando de Magallanes de (1519-1521) y Ruy López de Villalobos (1500-1546).
Fue uno de los cinco supervivientes de la Trinidad que completaron la vuelta al mundo, aunque no regresaron a Europa hasta 1525-26.

## Biografía

### Expedición de Magallanes

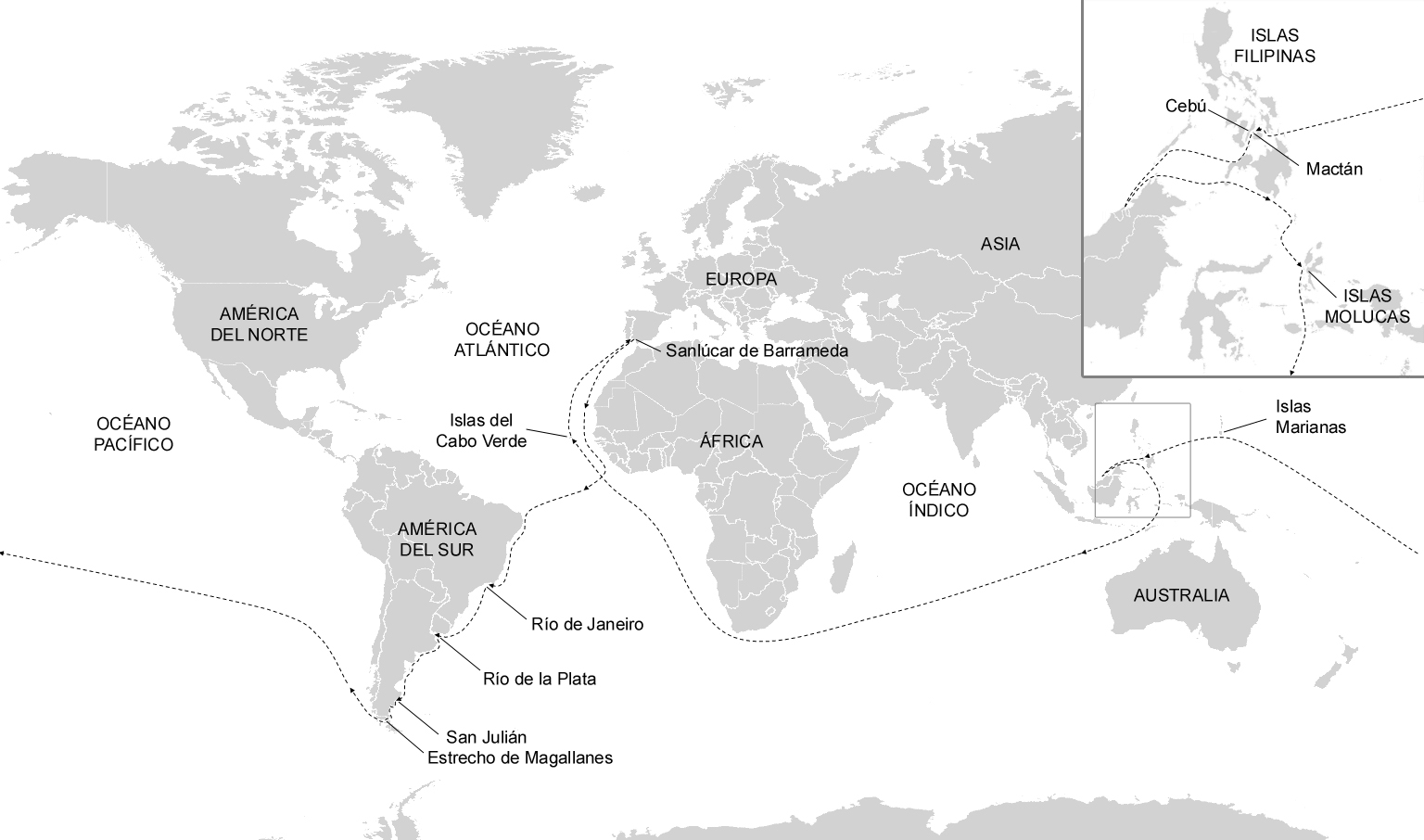
Primera vuelta al mundo, comenzada por Magallanes y terminada por Elcano en la que participó Ginés de Mafra.

En 1519 se incorpora a la  tripulación de Fernando de Magallanes como marinero en la nao Trinidad, buque insignia de la armada.
Mafra estaba a bordo cuando los portugueses capturaron la nao en Benaconora, hoy Jailolo, en las islas Molucas.
Fue encarcelado durante 5 meses en Ternate (20 km al sur de Benaconora) y después trasladado a una cárcel en las islas de Banda, donde permaneció durante 4 meses.

### Expedición de Villalobos
Participó en la expedición capitaneada por Ruy López de Villalobos, que partió del puerto del virreinato de Nueva España de Barra de Navidad el 1 de noviembre de 1542, con una flota con 370 a 400 tripulantes a bordo de cuatro navíos mayores, un bergantín y una goleta: Santiago, Jorge, San Antonio, San Cristóbal (pilotada por Ginés de Mafra), San Martín y San Juan de Letrán (al mando de Bernardo de la Torre).
Por causa de un temporal, entre el 6 y el 23 de enero de 1543, el San Cristóbal se separó de la flota cuando la misma navegaba el océano Pacífico, entre el  atolón Enewetak en las islas Marshall  y Ulithi, una de las islas Carolinas. El San Cristóbal llegó finalmente a la isla de Mazaua, un lugar en donde había anclado Magallanes en 1521. Esta fue la segunda visita de Mafra a las Filipinas, a un lugar que se identifica hoy como Limasawa en la sureña isla de Leyte. La historia de Limasawa apareció en la obra Historia de las Islas de Mindanao, Iolo, y sus adyacentes..., publicada póstumamente en Madrid en 1667 y que había sido escrita por un sacerdote jesuita español, Fray Francisco Combes (1620-65), que estableció varios monasterios en las Filipinas. Sus documentos sobre Limasawa han sido traducidos al inglés por los historiadores.
Tras muchos padecimientos, hambre y escorbuto, la flota logró de nuevo reunirse pero fue luego capturada por los portugueses. Unos 117 miembros de la tripulación sobrevivieron, entre ellos Mafra y Guido de Lavezaris. Mafra redactó un manuscrito sobre la circunnavegación de Magallanes (Libro que trata del descubrimiento y principio del estrecho que se llama de Magallanes) que fue enviado a España por un amigo a bordo. Se embarcaron para Malaca, donde los portugueses les pusieron en un barco con destino a Lisboa. Unos treinta optaron por permanecer allí, incluyendo a Mafra. Su manuscrito permaneció desconocido durante varios siglos, hasta que fue descubierto en el siglo XX y publicado en 1920.

## Escritos
- Libro que trata del descubrimiento y principio del estrecho que se llama de Magallanes. Ed. de A. Blázquez y D. Aguilera: Madrid, [s.n.]1920. Ejemplar disponible en Biblioteca Nacional de España (sede Recoletos, Madrid) signatura 2/90537.